# Чемпионат СССР по самбо 1985
39-й Чемпионат СССР по самбо проходил в Ленинграде с 10 по 14 июня 1985 года. В соревнованиях участвовало 229 спортсменов.

## Медалисты
| Весовая категория              | Золото                                        | Серебро                                        | Бронза                                                                                    |
| ------------------------------ | --------------------------------------------- | ---------------------------------------------- | ----------------------------------------------------------------------------------------- |
| Наилегчайший вес (до 48 кг)    | Василий Пудиков Вооружённые Силы (Красноярск) | Александр Ульянин «Урожай» (Бузулук)           | Канат Байшулаков «Кайрат» (Джезказган) Андрей Ходырев «Динамо» (Москва)                   |
| Легчайший вес (до 52 кг)       | Сагид Меретуков Вооружённые Силы (Майкоп)     | Алмас Мусабеков «Кайрат» (Джамбул)             | Гурген Тутхалян «Ашхатанк» (Ленинакан) Нурислам Халиуллин «Динамо» (Владивосток)          |
| Полулёгкий вес (до 57 кг)      | Виктор Астахов Вооружённые Силы (Москва)      | Сергей Терновых «Динамо» (Сухуми)              | Антон Новиков Вооружённые Силы (Ленинград) Талгат Байшулаков «Кайрат» (Джезказган)        |
| Лёгкий вес (до 62 кг)          | Александр Аксёнов «Буревестник» (Владивосток) | Сергей Приходько «Буревестник» Владивосток     | Евгений Васягин «Труд» (Кстово) Кахрамон Нуралиев Вооружённые Силы (Калинин)              |
| 1-й полусредний вес (до 68 кг) | Владимир Паньшин «Динамо» (Ленинград)         | Евгений Есин «Труд» (Кстово)                   | Владимир Япринцев Вооружённые Силы (Минск) Сергей Зверев «Динамо» (Ленинград)             |
| 2-й полусредний вес (до 74 кг) | Эркин Халиков Вооружённые Силы (Ташкент)      | Виктор Бухвал Вооружённые Силы (Минск)         | Николай Баранов «Труд» (Кстово) Сергей Фомкин «Буревестник» (Москва)                      |
| 1-й средний вес (до 82 кг)     | Анатолий Яковлев «Урожай» Уфа                 | Гурам Черткоев «Динамо» (Орджоникидзе)         | Владимир Александров Вооружённые Силы (Ленинград) Александр Рассказов «Динамо» (Владимир) |
| 2-й средний вес (до 90 кг)     | Виталий Быченок Вооружённые Силы (Москва)     | Валерий Пашкин «Буревестник» (Москва)          | Виктор Чингин «Динамо» (Ленинград) Анатолий Глазунов Вооружённые Силы (Ташкент)           |
| Полутяжёлый вес (до 100 кг)    | Владимир Гурин Вооружённые Силы (Майкоп)      | Михаил Кокорин «Динамо» (Ленинград)            | Геннадий Малёнкин «Труд» (Владимир) Ричардас Роцявичюс «Динамо» (Клайпеда)                |
| Тяжёлый вес (свыше 100 кг)     | Владимир Шкалов Вооружённые Силы (Барнаул)    | Геннадий Чесноков Вооружённые Силы (Ленинград) | Владимир Сободырев Вооружённые Силы (Андижан) Владислав Ратов «Динамо» (Москва)           |